# Kyle Fuller (giocatore di football americano 1994)
Kyle Fuller (Duncanville, 4 marzo 1994) è un giocatore di football americano statunitense che milita nel ruolo di centro per i Denver Broncos della National Football League  (NFL).

## Carriera

### Houston Texans
Al college Fuller giocò a football con i Baylor Bears dal 2012 al 2016. Fu scelto nel corso del settimo giro (243º assoluto) del Draft NFL 2017 dagli Houston Texans. Debuttò come professionista partendo come titolare nella vittoria del secondo turno contro i Cincinnati Bengals per 13-9.

### Washington Redskins
L'11 dicembre 2018, Fuller firmò con i Washington Redskins dalla squadra di allenamento dei Texans. Fu svincolato il 30 aprile 2019.

### Miami Dolphins
Il 16 maggio 2019, Fuller firmò con i Miami Dolphins. Fu svincolato il 31 agosto 2019.

### Seattle Seahawks
Il 2 settembre 2019, Fuller firmò con la squadra di allenamento dei Seattle Seahawks. Il 31 dicembre 2019 fu promosso nel roster attivo.
Il 23 agosto 2020 Fuller fu sospeso per due partite dalla lega per avere fallito un test antidoping.

### Denver Broncos
Il 25 marzo 2023 Fuller firmò con i Denver Broncos.